# Foyer fiscal
La notion de foyer fiscal est utilisée dans certains pays comme la France pour le calcul de l'impôt sur le revenu et de l'impôt sur la fortune immobilière. Il consiste à imposer non pas les individus isolément mais les ménages qu'ils composent.
Depuis les années 1970, le principe de la taxation séparée tend à s'imposer. L'imposition séparée stricte est par exemple pratiquée au Canada, au Japon, en Finlande, en Grèce et Suède. Des pays comme les Pays-Bas, l'Autriche ou le Royaume-Uni pratiquent également l'imposition séparée mais offrent un crédit d'impôt quand l'un des conjoints ne travaille pas. L'imposition conjointe est utilisée en France, au Luxembourg, ou dans le canton de Vaud. Enfin, certains pays laissent le choix d'une imposition conjointe ou séparée, par exemple en Allemagne, en Irlande, au Portugal (depuis 2015, avec l'imposition séparée étant la norme) et aux États-Unis.
Le quotient familial (désignation belge et française) ou fractionnement de revenu (désignation canadienne) est utilisé pour l'imposition conjointe des foyers fiscaux. Il consiste à diviser le revenu global du foyer fiscal par le nombre d'unités de consommation qui le composent.

## Notions apparentées
La notion de ménage est très proche de celle du foyer fiscal. Le ménage est une notion statistique, reposant sur la situation de fait, alors que le foyer fiscal est une notion administrative, fondée sur un contrat explicite. Cela signifie qu'il peut y avoir plusieurs foyers fiscaux dans un ménage, par exemple dans le cas d'un couple vivant en union libre.

## Motivations
Son principe est le suivant : « à niveau de vie égal, taux d'imposition égal ». Il est en effet destiné, dans le cadre de l'impôt progressif, à assurer l'équité fiscale entre les contribuables célibataires et ceux qui sont chargés de famille.
En pratique, chaque ménage dispose d'un certain nombre de parts : par exemple, en France, 1 part par adulte et 1/2 par enfant. On divise ensuite le revenu imposable par le nombre de parts, puis l'impôt est calculé sur une seule part. La somme ainsi obtenue est ensuite multipliée par le nombre de parts du foyer afin d'aboutir au montant final que le ménage aura à payer.
Ce n'est pas la même chose que de calculer l'impôt directement sur le revenu imposable parce que l’impôt sur le revenu est progressif (et non proportionnel aux revenus). C'est en raison de cette progressivité qu'un célibataire gagnant 24 000 € verse au fisc une proportion de son revenu plus élevée qu’un célibataire gagnant 12 000 €, et a fortiori qu’un célibataire gagnant 8 000 €. Trois célibataires gagnant 8 000 € chacun payeront donc à eux trois 0 € (soit chacun 0 €), somme inférieure à ce que verse un célibataire gagnant 24 000 € (qui paye, lui, 1 251 € d’impôt). Un ménage gagnant 24 000 € paiera 0 € d'impôt s'il est composé de 3 parts, et 1 251 € d’impôt s'il n'est composé que d'une seule part.

## Critiques

### Modèle familial
Le système utilisé pose la question de savoir quelle est l'unité de base de la société : la famille ou l'individu et de savoir s'il convient de privilégier les solidarités familiales ou de rechercher l'autonomie de chacun.
L'imposition unique pour les couples mariés est quelquefois considéré comme injuste pour les femmes : dans des sociétés où les revenus masculins sont souvent supérieurs aux revenus féminins, ce système fait peser un taux d'imposition élevé sur celui du couple qui a les revenus plus faibles, et  peut décourager, en cas d'écarts importants, les femmes de travailler,. Il a été dénoncé par la féministe suisse Julie von May au XIXe siècle. Le modèle, répandu surtout en Europe, fait l'objet de réflexions en vue de son abandon en France, Suisse et Allemagne. Parmi les 10 pays qui le pratiquaient en 2012 (l’Estonie, la France, l’Allemagne, le Luxembourg, l’Irlande, la Norvège, la Pologne, le Portugal, la Suisse et les États-Unis), il n'est désormais qu'optionnel aux États-Unis et au Luxembourg. 

## En France

### Histoire
Le quotient familial de l'impôt sur le revenu a été instauré en France fin 1945 dans la Loi de Finances pour 1946. Il fut voté à l'unanimité des deux chambres. Il est attribué à l'Inspecteur des Finances Henri Deroy, à l'instigation d'Adolphe Landry.
La loi de 1974 abaissant l'âge de la majorité de 21 à 18 ans a entraîné une modification importante de la prise en compte des enfants à charge.
Le PACS, formule plus souple que le mariage instauré en 1999, a introduit une extension du droit à la déclaration commune.
En France fin 2013, il y avait 37 millions de foyers fiscaux, dont un peu plus de la moitié étaient imposables. Les concubins non mariés et non pacsés constituent deux foyers fiscaux, de même que les colocataires, ce qui fait que la même année il y avait environ 30 millions de « foyers » raccordés à un fournisseur d'électricité.

### Définition du foyer fiscal
La composition du foyer fiscal est différente selon l'impôt concerné : l'impôt sur le revenu (IR) ou l'impôt sur la fortune immobilière (IFI). Elle est très proche de celle de foyer (en sociologie), de foyer familial ou de ménage (au sens économique), à quelques particularités près.
Le principe énoncé par l'article 6 du Code Général des Impôts (CGI) est le suivant : chaque contribuable est imposé sur l'ensemble des revenus de son foyer : une seule déclaration doit être réalisée pour l'ensemble des revenus des membres du même foyer. 
Ainsi : 
- si le contribuable est célibataire, veuf, divorcé, séparé de corps, le foyer fiscal n'est composé que par lui-même ;
- s'il est marié(e) ou pacsé, le foyer fiscal est obligatoirement composé des deux conjoints ou partenaires de PACS : c'est le principe de l'imposition commune. Le fait d'être marié ou pacsé est neutre d'un point de vue fiscal. L'imposition commune est obligatoire, néanmoins, il est possible d'opter pour une imposition séparée l'année du mariage. La situation du couple est appréciée au 31 décembre . Toutefois lorsqu'un des membre vit à l’étranger, la personne en France sera considéré comme célibataire au niveau fiscal.
- en cas de concubinage, les concubins sont traités comme des célibataires (sauf pour l'impôt sur la fortune immobilière, où l'imposition est commune);

Ne sont pas considérés comme foyer fiscal unique les époux mariés vivant séparément et :
- soit sont mariés sous le régime de la séparation de biens
- soit disposent de revenus imposables distincts
- soit sont en instance de divorce et ont été autorisés par le juge à avoir des résidences séparées (ordonnance de non-conciliation)

Un couple en instance de divorce et vivant séparément, mais marié sous le régime légal, et sans ordonnance de non-conciliation et dont l'un des membres n'a pas de revenu imposable propre doit déclarer conjointement.
Au contribuable célibataire, marié ou pacsé s'ajoutent les personnes à charges. 
Rattachement des enfants mineurs
Certaines dispositions ont été prises aussi à l'égard des enfants mineurs à charge, qui sont par défaut considérés comme appartenant au foyer fiscal de leurs parents. En effet, lorsque les enfants disposent d'un revenu propre, les parents peuvent faire le choix d'une imposition séparée, mais celle-ci n'est valable que pour l'année fiscale en cours et sur demande expresse du contribuable. Cette demande annule les effets de la présence de cet enfant sur le quotient familial. 
Rattachement des enfants majeurs
Pour les enfants majeurs, c'est le cas inverse qui se présente : l'enfant majeur au 1er janvier de l'année d'imposition n'est plus rattaché automatiquement au foyer de ses parents ou tuteurs légaux, il forme un foyer fiscal à lui seul. 
Néanmoins, celui-ci peut être rattaché au foyer fiscal des parents :
- s'il est âgé de moins de 21 ans sans conditions ;
- s'il est âgé de moins de 25 ans et qu'il poursuit ses études ;
- quel que soit son âge, s'il est atteint d'une infirmité ou s'il poursuit son service militaire (disposition sans objet depuis la suspension de ce dernier, car il peut encore être effectué à titre volontaire).

Appréciation des critères de rattachement : 
- l'âge de l'enfant s'apprécie au 1er janvier de l'année d'imposition ;
- le statut étudiant s'apprécie au 31 décembre de l'année d'imposition ;

Quotient familial
Dans le cadre du quotient familial, chaque ménage dispose d'un certain nombre de parts : en principe, 1 part pour le contribuable célibataire ou marié/pacsé ainsi que 0,5 parts par enfant, 1 part à partir du troisième enfant. Toutefois, certains enfants ouvrent droit à une part entière (les enfants à partir du 3e et les enfants handicapés). Ainsi, un couple marié sans enfant a 2 parts, s'il a un enfant, il a 2,5 parts, etc. En théorie les concubins ne sont pas discriminés puisqu'un couple non marié, s'il a un enfant, constituera un foyer fiscal à 1 part et un autre foyer fiscal à 1,5 parts. Pour l'impôt sur la fortune et pour certaines taxes locales telles que la taxe d'habitation, les concubins constituent un unique foyer fiscal comme s'ils étaient mariés (en droit civil on pourrait dire que « les concubins vivent maritalement »).
Le mariage a longtemps apporté un avantage fiscal par rapport au couple non marié. Depuis 1997, il n'est plus toujours avantageux de réaliser une imposition commune. C'était notamment vrai pour les ménages modestes à cause de la décote de l'impôt sur le revenu, lequel est fonction d'un seuil qui s’applique à la totalité de l’impôt payé par le foyer fiscal.